# エガーグ
エガーグ （Ceegaag）はソマリランドのトゲアー地域の町。主な住民はデュルバハンテ氏族。ソマリア内戦後の帰属は不明確で、2000年代にはソマリアカナダ教育農村開発機構（SCERDO）から「ソマリア」として支援を受けていた。2012年に作られたチャツモ国の一部だったが、2017年にソマリランド軍に占領されて以来ソマリランドの支配下となっている。

## 概要
主な住民はデュルバハンテ氏族のwacays aadan支族。近隣のオーグを拠点とするイサック氏族のハバル・ジェロ支族とは対立関係にある。この対立は、20世紀初めのサイイド・ムハンマド・アブドゥラー・ハッサンのイギリスへの反乱にwacays aadan支族が加担したため、アイナバなどの土地を取り上げられてイギリスに加担したイサック氏族に与えられて以来のことである。

## 歴史
2009年5月、ソマリアカナダ教育農村開発機構（SCERDO）はエガーグで初めての小中学校を開校した。
2012年5月、エガーグの住民はBoqor Abdilahi Axmed Caliの支持を表明。それまでBoqor Abdilahiはプントランドの会議に出席したことがあるとして非難されていた。
2012年7月、ソマリアカナダ教育農村開発機構はエガーグに母子健康センターを設置した。
2014年5月、ソマリランド大統領はエガーグをアイナバ地区の一地区にすると発表した。
2014年6月、ソマリアカナダ教育農村開発機構はエガーグに2万5千人が使用可能な井戸を設置した。
2014年8月のソマリランドによる調査では、エガーグにある井戸は5400人に水を供給しているが、故障や錆による不具合があると報じられている。
2014年10月、デュルバハンテ氏族の軍閥チャツモ国はエガーグに住むFaarax Cade Faaraxを社会問題長官に任命した。さらに11月、エガーグ開発機構の長にC/xakiin Cumar Gowl (Salwe)を任命した。2015年2月でもチャツモ国の支配下にあり、近隣のハバル・ジェロ氏族と暴力抗争していた。
2015年7月、国際的な援助組織CeegaagCommunity Acationが設立された。
2016年3月、ソマリランド軍がブーホードレ攻略のためエガーグとホルファディの間に軍を進めた。これに対抗するためブーホードレの親ソマリア連邦政府民兵がホルファディに装甲車両が送った。一方、ソマリア連邦政府の議員がエガーグを訪れ、住民に歓迎された。
2016年6月、CeegaagCommunity Acationがエガーグに住む貧困家庭、身体障碍者向けに食糧援助を行った。
2017年5月、ソマリランド政府のスール州知事Cabdi Kheyre Dirirは、ソマリランド軍がイェイルにある民兵の拠点を破壊したと発表し、スール地方政府はDhilaalo, エガーグ, Caraweyn, イェイルを含む5つの地区を制御下に置いていると発表した。
2017年6月、ソマリアカナダ教育農村開発機構はエガーグの国内避難民キャンプの200世帯に食料を配布した。
2017年9月、プントランド政府は旱魃被害を受けた支援物資をブーホードレに送ろうとしたが、ソマリランド政府は受け入れを拒否。エガーグ市長は、この支援物資はソマリランドのものではなく我々のものであるとして非難。
2017年11月、クルミエ党はソマリランド大統領選挙に備えてエガーグを訪れ、歓迎された。
2018年2月、ソマリランド政府はエガーグの民兵をソマリランド軍に編入すると発表。
2020年6月、ダルカイン・ゲーニョの族長Garaad Mukhtaar Garaad Cali Buraaleら代表団がエガーグでの紛争仲介のため、現地を訪問した。代表団にはソマリランド政府の局長なども含まれていた。
2020年7月、ソマリランド政府は、プントランドの代表団がブーホードレ訪問を予定しているのに合わせて、エガーグにも軍を配備した。

## 政治家
- ソマリア地区市長（Maayarka Degmada Ceegaag, Gudoomiyaha degmada Ceegaag）
  - Cabdi Xaaji cali Cilmi (C/riigle) 2010[21]-2011
  - Ahmed Ciise Cawil, Axmed Ciise Cawil 2015-[22]